# چهارباله
چهارباله (نام علمی: Tetrapterus) نام یک سرده از راسته سوف‌ماهی‌سانان است.